# Cabecera municipal
Cabecera municipal es un término genérico utilizado en diversos países para una localidad en donde se concentran las autoridades administrativas de una región o municipio. El término se emplea en Argentina, Colombia, El Salvador, México, Guatemala y otros países de Hispanoamérica.

## Colombia
Cada municipio posee una cabecera municipal, la cual es la ciudad o villa más importante que suele llevar el mismo nombre del municipio y funciona como su capital. En la cabecera municipal está instalado el centro administrativo del municipio: Alcaldía, Comando de Policía, Notaría, Juzgado, sede del Concejo Municipal. En muchas ocasiones se aplica el término municipio a la cabecera municipal.

## México

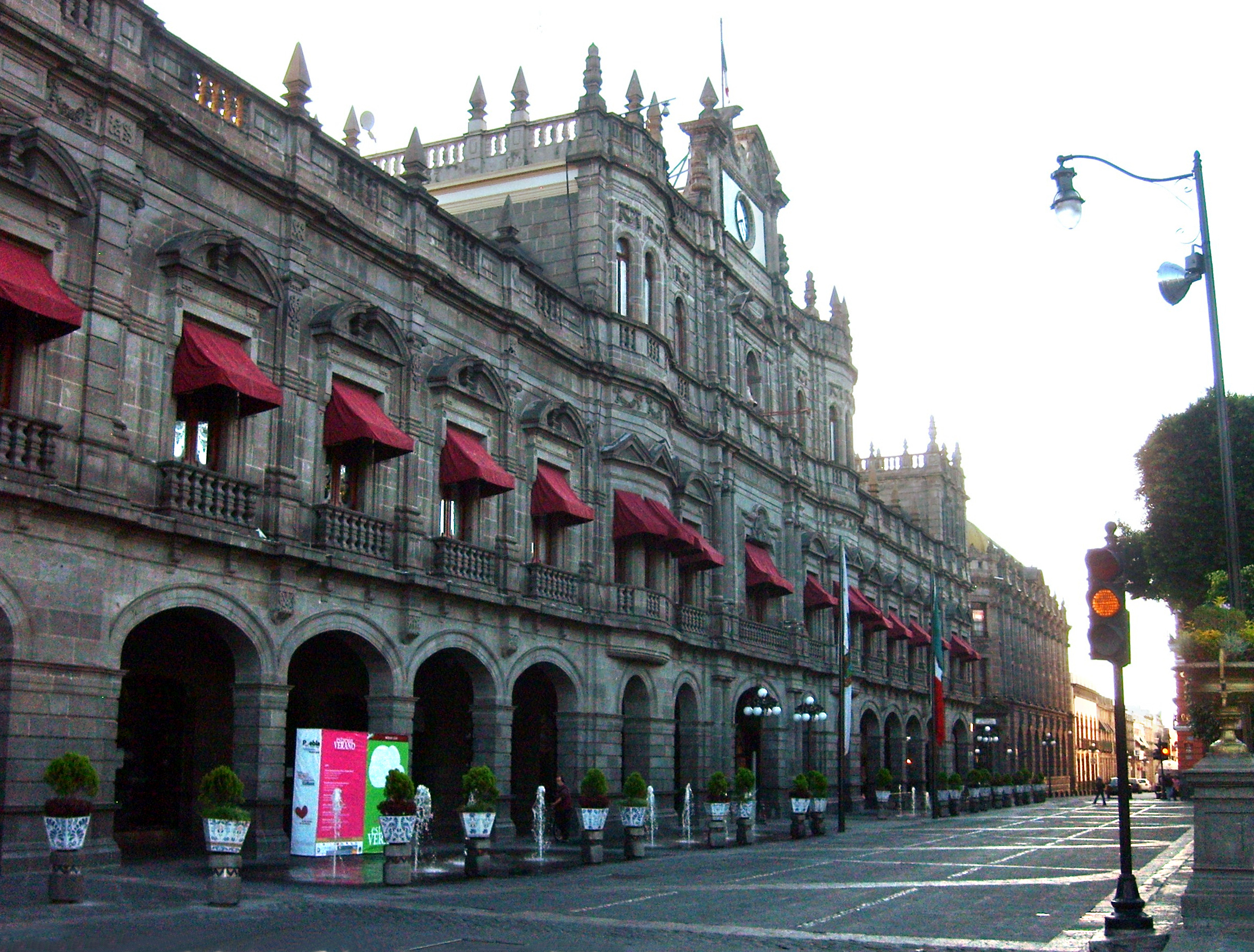
El Palacio Municipal de Puebla, México.

La cabecera municipal es la población en la cual se ejerce la acción administrativa de un ayuntamiento; también se define como el lugar donde está asentado el poder público municipal, tiene una función de capital de dicho territorio. Es muy común que la población denominada sea homónima al municipio del cual es técnicamente capital.
Algunos municipios tienen subdivisiones locales, en Baja California los municipios se subdividen en delegaciones, en donde las cabeceras municipales están representadas por una población denominada cabecera delegacional. En otros estados de México, Yucatán, por ejemplo, los municipios se dividen en comisarías, en las que cada ayuntamiento tiene un comisionado nombrado ya sea por el alcalde o electo directamente.